# فتوحات جديدة في فيزياء الدفع
فتوحات جديدة في فيزياء الدفع (Breakthrough Propulsion Physics Project، BPP) هو مشروع بحثي مول من قبل وكالة ناسا بين عامي 1996 و2002م لدراسة مجموعة من وسائل ثورية غير معهودة لدفع المركبات الفضائية والتي تطلب فتوحات في المفاهيم الفيزيائية قبل إمكان تحقيقها. وكلف المشروع 1.2 مليون دولار خلال الست سنوات من فترة عمله.

## أهم النظريات
- المحرك القطري (diametrical drive): يعتمد فكرة إمكانية تطوير محرك يخلق مجال جاذبية غير حافظة حول المركبة بتدور غير صفري.
- المحرك الفصلي (Disjunction drive) ويعتمد على فكرة إمكانية فصل مجال ما عن محيطه مما يولد قوة دفع.[1]
- محرك الرمي والتحيز (Pitch and bias) وتعتمد على فكرة تخفيض قيمة الثابت G قبل وبعد المركبة مما يخلق قوة دافعة.[2]
- محرك الكبيري (Alcubierre drive) وهي محاولة لتطبيق نظرية الكوبيير الحسابية التي استطاعت إظهار إمكانية السفر بسرعة أعلى كم سرعة الضوء،
- الشراع التفاضلي (Differential sail) وهي تفترض امكانية خلق تفاضل بين فراغات شراع مما يجعل الشراع يسير باتجاه الفراغ الأقل.[1]

## الموروث
عند انتهاء المشروع، قدم مارك ويلسي وثيقة جامعة لنتائج ما قام به فريق العمل بعنوان «حدود علو الدفع» والذي نشره «المعهد الأميركي لعلوم الطيران وعلوم الفضاء» في فيراير من عام 2009. وبعد انتهاء تمويل المشروع من قبل وكالة ناسا، أسس الفريق العامل به «مؤسسة تاو صفر» (Tau Zero Foundation) التي تعنى بشؤون أبحاث السفر بين النجوم.

## للإستزادة
- قوة دفع المركبة الفضائية
- ثقب دودي
- سفر عبر الزمن

## مواقع خارجية
- موقع مشروع فتوحات جديدة في فيزياء الدفع
- موقع مؤسسة تاو صفر
- موقع شويكومس لتجميع برآت اختراع علوم الفضاء